# Le Poët-Célard
Pour les articles homonymes, voir Le Poët et Le Poët-Laval.
Le Poët-Célard est une commune française située dans le département de la Drôme en région Auvergne-Rhône-Alpes.

## Géographie

### Localisation
Le Poët-Célard est située à 12 km au nord de Dieulefit, à 24 km au sud-est de Crest et à 4 km au nord de Bourdeaux (chef-lieu de canton).

### Relief et géologie
Sites particuliers :
- Col de Pasqualin[1] ;
- Rochers du Coulaire[1] ;
- Serre de Pequimbert[1] ;
- Serre de Tourasson[1].

### Hydrographie
La commune est arrosée par les cours d'eau suivants :
- la Rimandoule (source)
- le Roubion ;
- Ravin de Cheyssas ;
- Ravin de Ferréol ;
- Ravin des Gardons ;
- Ravin de Valence ;
- Ruisseau de Lovier ;
- Ruisseau des Vinces.

### Climat
Pour des articles plus généraux, voir Climat d'Auvergne-Rhône-Alpes et Climat de la Drôme.
En 2010, le climat de la commune est de type climat méditerranéen altéré, selon une étude du Centre national de la recherche scientifique s'appuyant sur une série de données couvrant la période 1971-2000. En 2020, Météo-France publie une typologie des climats de la France métropolitaine dans laquelle la commune est exposée à un climat de montagne ou de marges de montagne et est dans la région climatique  Alpes du sud, caractérisée par une pluviométrie annuelle de 850 à 1 000 mm, minimale en été. 
Pour la période 1971-2000, la température annuelle moyenne est de 12,4 °C, avec une amplitude thermique annuelle de 17,2 °C. Le cumul annuel moyen de précipitations est de 970 mm, avec 7,8 jours de précipitations en janvier et 4,6 jours en juillet. Pour la période 1991-2020, la température moyenne annuelle observée sur la station météorologique de Météo-France la plus proche, « Bourdeaux », sur la commune de Bourdeaux à 3 km à vol d'oiseau, est de 11,9 °C et le cumul annuel moyen de précipitations est de 953,4 mm,. Pour l'avenir, les paramètres climatiques de la commune estimés pour 2050 selon différents scénarios d'émission de gaz à effet de serre sont consultables sur un site dédié publié par Météo-France en novembre 2022.

## Urbanisme

### Typologie
Au 1er janvier 2024, Le Poët-Célard est catégorisée commune rurale à habitat très dispersé, selon la nouvelle grille communale de densité à 7 niveaux définie par l'Insee en 2022.
Elle est située hors unité urbaine et hors attraction des villes,.

### Occupation des sols
L'occupation des sols de la commune, telle qu'elle ressort de la base de données européenne d’occupation biophysique des sols Corine Land Cover (CLC), est marquée par l'importance des territoires agricoles (60 % en 2018), une proportion sensiblement équivalente à celle de 1990 (60,2 %). La répartition détaillée en 2018 est la suivante : zones agricoles hétérogènes (50,7 %), forêts (39,8 %), prairies (9,3 %), milieux à végétation arbustive et/ou herbacée (0,2 %). L'évolution de l’occupation des sols de la commune et de ses infrastructures peut être observée sur les différentes représentations cartographiques du territoire : la carte de Cassini (XVIIIe siècle), la carte d'état-major (1820-1866) et les cartes ou photos aériennes de l'IGN pour la période actuelle (1950 à aujourd'hui).

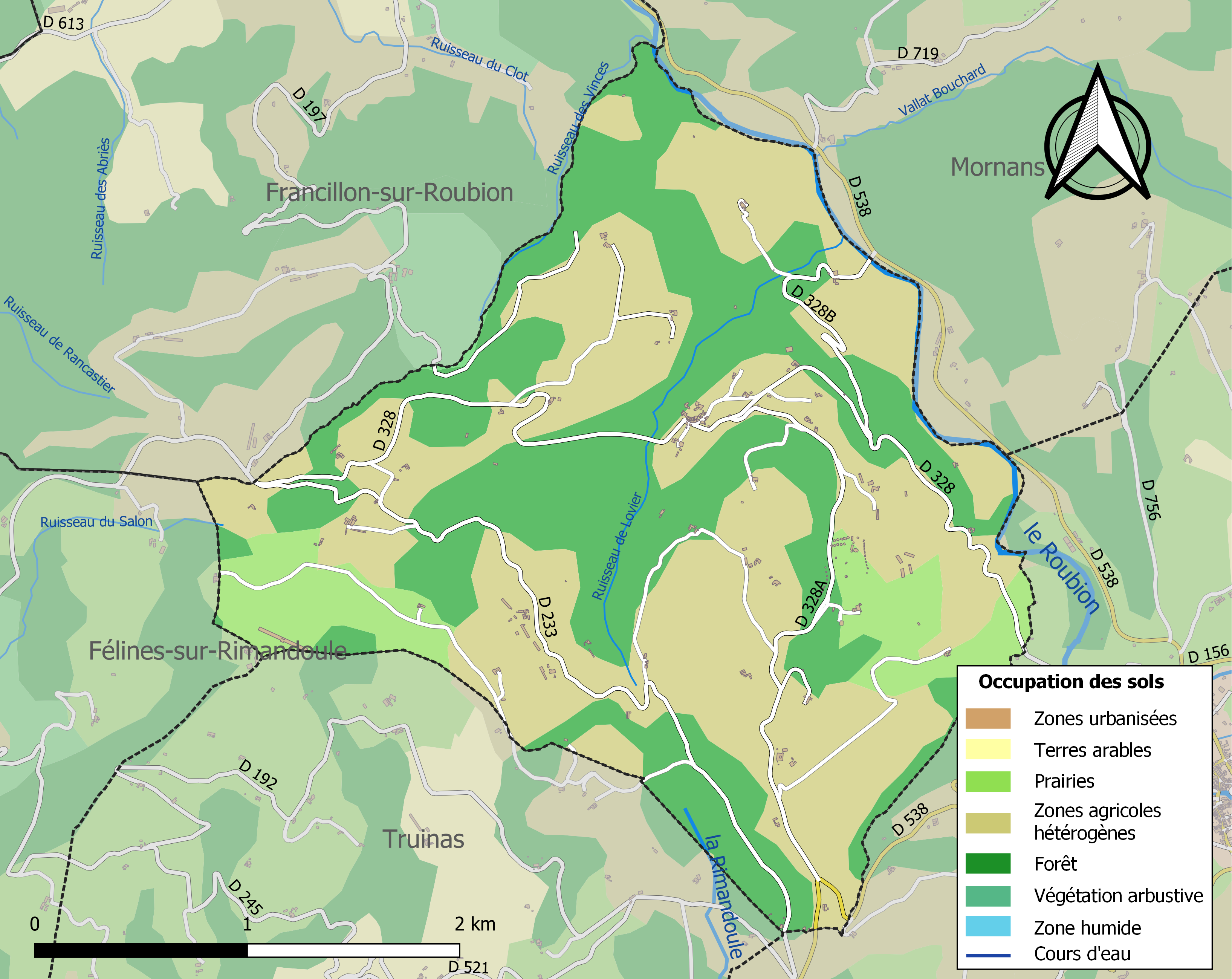
Carte des infrastructures et de l'occupation des sols de la commune en 2018 (CLC).

### Morphologie urbaine
Le Poët-Célard est une commune de moyenne montagne.

#### Quartiers, hameaux et lieux-dits
Site Géoportail (carte IGN) :
- Bellevue
- Bois de Vache
- Bois Sec
- Boudonne
- Bouvat
- Château Saint-André
- la Grangeonne
- la Rusticotte
- le Chacourt
- le Coulaire
- le Jas
- les Auches
- le Savel
- les Bertrands
- les Buissonnières
- les Fonteigneux
- les Gardons
- les Goix
- les Ingarands
- les Magnats
- les Marelles
- les Prades
- les Prés
- le Violonnaire
- Lombard et Peureux
- Lovier
- Maison Olivier
- Morgand
- Notre-Dame
- Roubion
- Serre du Veau
- Sotte Minode
- Sous la Roche
- Tourasson
- Vache

## Toponymie

### Attestations
Dictionnaire topographique du département de la Drôme :
- 1315 : Poyetum Seylar (archives de la Drôme, E 454).
- 1324 : castrum de Pogeto Selarii (Duchesnes, Comtes de Valentinois, 29).
- 1333 : Poietum Selare (Gall. christ., XVI, 130).
- 1347 : castrum Pogeti Ceylare (archives de la Drôme, E 803).
- 1376 : dominus Podii Selaris (cartulaire de Montélimar, 68).
- 1391 : Le Puy Sala (choix de documents, 214).
- 1449 : mention de la paroisse : capella Podii Celaris (pouillé hist.).
- 1498 : Pouet Salard (inventaire de la chambre des comptes).
- 1509 : mention de l'église paroissiale Sainte-Foi : ecclesia parrochialis Sancte Fidis loci Pogeti Salarii (visites épiscopales).
- 1529 : Lou Pouet Cellard (archives hosp. de Crest, B 11).
- 1583 : Le Poit Cellard (Chabeul, notaire à Crest).
- 1644 : Poët Scelard (visites épiscopales).
- 1648 : Pouet en Dyois (archives de Vaunaveys).
- 1891 : Le Poët-Célard, commune du canton de Bourdeaux.

### Étymologie
Poët signifie « hauteur » (comme puy).

## Histoire

### Du Moyen Âge à la Révolution
La seigneurie :
- Au point de vue féodal, le Poët-Célard était une terre des Bérenger de Bourdeaux.
- 1279 : elle passe aux comtes de Valentinois.
- 1327 : donnée aux Saint-Martin.
- Avant 1363 : passe (par héritage) aux Liotard.
- 1376 : une moitié est vendue aux Aygaterie.
- L'autre moitié est léguée aux (d')Usson ou Montclar.
- 1415 : les comtes de Valentinois recouvrent la part des Liotard
- 1417 : les comtes de Valentinois recouvrent la part des Usson.
- Toute la terre est vendue aux Clermont-Montoison.
- Passe à Lancelot, bâtard de Poitiers.
- Passe au Marcel.
- 1464 : passe (par mariage) aux Blaïn, derniers seigneurs.

Le château figure parmi les places prises par le capitaine huguenot Montbrun en 1574 et Lesdiguières y établit une garnison de trente hommes en 1626[réf. nécessaire].
Avant 1790, le Poët-Célard était une communauté de l'élection de Montélimar et de la subdélégation et sénéchaussée de Crest.

Elle formait une paroisse du diocèse de Die dont l'église était dédiée à sainte Foi et dont les dîmes appartenaient au curé, par abandon du prieur de Bourdeaux.

### De la Révolution à nos jours
En 1790, la commune fait partie du canton de Bourdeaux.

## Politique et administration

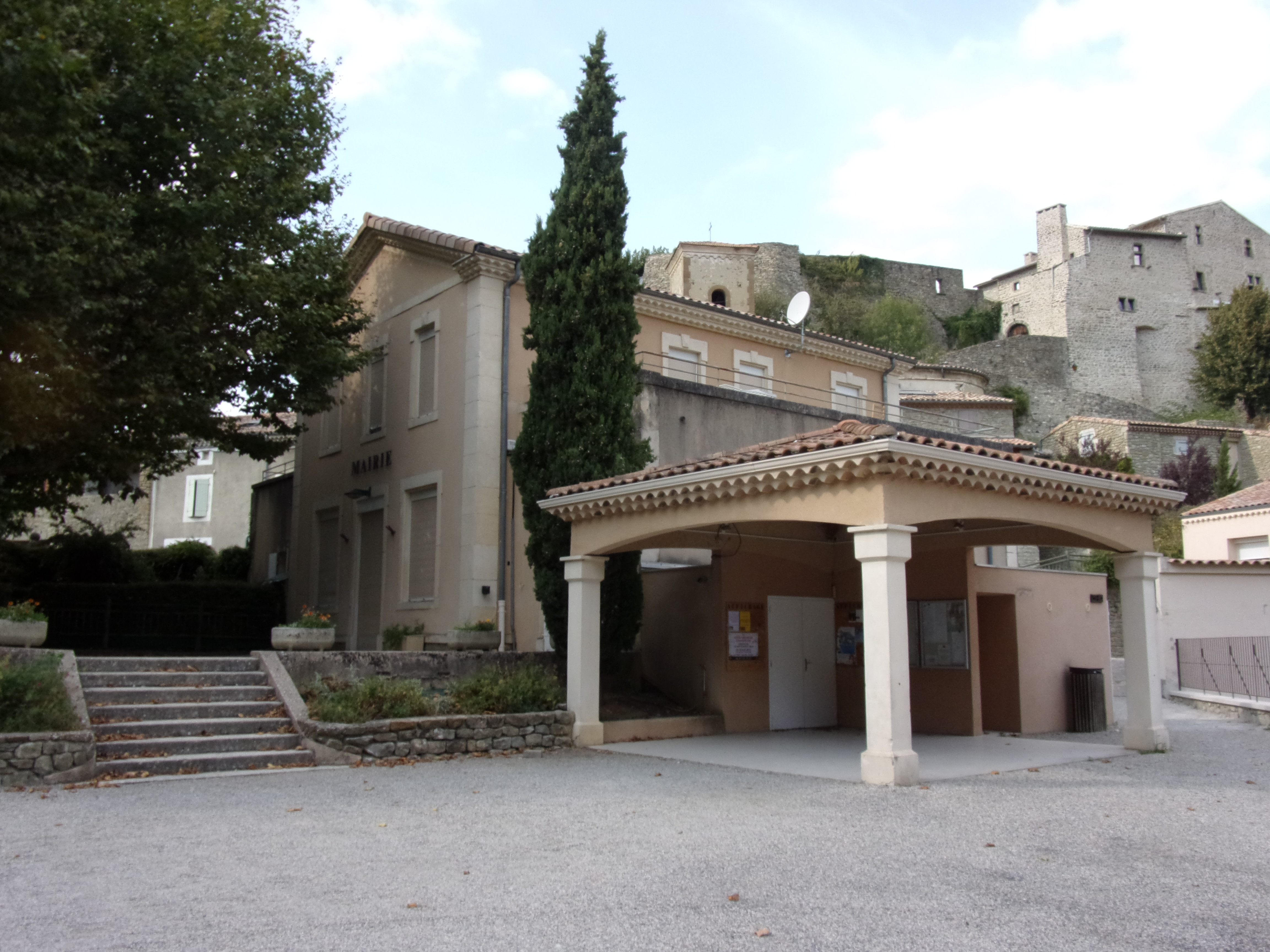
mairie du Poët Célard.

### Liste des maires
| Période                                                                      | Période                  | Identité                              | Étiquette | Qualité                |
| ---------------------------------------------------------------------------- | ------------------------ | ------------------------------------- | --------- | ---------------------- |
| Les données manquantes sont à compléter. : de la Révolution au Second Empire |                          |                                       |           |                        |
| 1790                                                                         | 1871                     | ?                                     |           |                        |
| Les données manquantes sont à compléter. : depuis la fin du Second Empire    |                          |                                       |           |                        |
| 1871                                                                         | 1874                     | ?                                     |           |                        |
| 1874                                                                         | 1878                     | ?                                     |           |                        |
| 1878                                                                         | 1884                     | ?                                     |           |                        |
| 1884                                                                         | 1888                     | ?                                     |           |                        |
| 1888                                                                         | 1892                     | ?                                     |           |                        |
| 1892                                                                         | 1896                     | ?                                     |           |                        |
| 1896                                                                         | 1900                     | ?                                     |           |                        |
| 1900                                                                         | 1904                     | ?                                     |           |                        |
| 1904                                                                         | 1908                     | ?                                     |           |                        |
| 1908                                                                         | 1912                     | ?                                     |           |                        |
| 1912                                                                         | 1919                     | ?                                     |           |                        |
| 1919                                                                         | 1925                     | ?                                     |           |                        |
| 1925                                                                         | 1929                     | ?                                     |           |                        |
| 1929                                                                         | 1935                     | ?                                     |           |                        |
| 1935                                                                         | 1945                     | ?                                     |           |                        |
| 1945                                                                         | 1947                     | ?                                     |           |                        |
| 1947                                                                         | 1953                     | ?                                     |           |                        |
| 1953                                                                         | 1959                     | ?                                     |           |                        |
| 1959                                                                         | 1965                     | ?                                     |           |                        |
| 1965                                                                         | 1971                     | ?                                     |           |                        |
| 1971                                                                         | 1977                     | ?                                     |           |                        |
| 1977                                                                         | 1983                     | Louis Bompard                         | PS        |                        |
| 1983                                                                         | 1989                     | ?                                     |           |                        |
| 1989                                                                         | 1995                     | ?                                     |           |                        |
| 1995                                                                         | 2001                     | ?                                     |           |                        |
| 2001                                                                         | 2008                     | Jean-Louis Hilaire                    | DVG       | agriculteur (retraité) |
| 2008                                                                         | 2014                     | Jean-Louis Hilaire                    |           | maire sortant          |
| 2014                                                                         | 2020                     | Jean-Louis Hilaire                    |           | maire sortant          |
| 2020                                                                         | En cours (au 2 mai 2021) | Jean-Luc Bouchet[source insuffisante] |           |                        |

## Population et société

### Démographie
L'évolution du nombre d'habitants est connue à travers les recensements de la population effectués dans la commune depuis 1793. Pour les communes de moins de 10 000 habitants, une enquête de recensement portant sur toute la population est réalisée tous les cinq ans, les populations de référence des années intermédiaires étant quant à elles estimées par interpolation ou extrapolation. Pour la commune, le premier recensement exhaustif entrant dans le cadre du nouveau dispositif a été réalisé en 2006.

En 2022, la commune comptait 147 habitants, en évolution de +16,67 % par rapport à 2016 (Drôme : +2,64 %, France hors Mayotte : +2,11 %).
| 1793 | 1800 | 1806 | 1821 | 1831 | 1836 | 1841 | 1846 | 1851 |
| ---- | ---- | ---- | ---- | ---- | ---- | ---- | ---- | ---- |
| 313  | 326  | 327  | 361  | 345  | 346  | 336  | 336  | 364  |

| 1856 | 1861 | 1866 | 1872 | 1876 | 1881 | 1886 | 1891 | 1896 |
| ---- | ---- | ---- | ---- | ---- | ---- | ---- | ---- | ---- |
| 368  | 381  | 394  | 377  | 370  | 389  | 377  | 329  | 292  |

| 1901 | 1906 | 1911 | 1921 | 1926 | 1931 | 1936 | 1946 | 1954 |
| ---- | ---- | ---- | ---- | ---- | ---- | ---- | ---- | ---- |
| 294  | 284  | 276  | 239  | 242  | 213  | 212  | 200  | 160  |

| 1962 | 1968 | 1975 | 1982 | 1990 | 1999 | 2006 | 2011 | 2016 |
| ---- | ---- | ---- | ---- | ---- | ---- | ---- | ---- | ---- |
| 176  | 162  | 150  | 137  | 142  | 145  | 128  | 120  | 126  |

| 2021 | 2022 | - | - | - | - | - | - | - |
| ---- | ---- | - | - | - | - | - | - | - |
| 142  | 147  | - | - | - | - | - | - | - |

### Enseignement
La commune relève de l'académie de Grenoble.

### Manifestations culturelles et festivités
- Fête votive : le dernier dimanche de juillet[14].

## Économie

### Agriculture
En 1992 : pâturages (ovins, caprins), cultures fourragères.
- Produits locaux : fromage Picodon[14].

## Culture locale et patrimoine

### Lieux et monuments
- Vestiges du château ruiné : tour[14].
- Château médiéval restauré au XVIe et XVIIe siècles, abandonné au XVIIe siècle, restauré à nouveau au XIXe siècle[réf. nécessaire].

Les Blaïn abandonnent le château au XVIIIe siècle car ils lui préfèrent le château Saint-André, mieux placé et plus confortable. Entièrement restauré, il abrite aujourd'hui un hébergement d'étape, une salle de réception et sa chapelle est maintenant un lieu d'exposition[réf. nécessaire].
- Château Saint-André (XVe et XVIe siècles) : façades et toitures (IMH) : c'est une maison forte médiévale remaniée au XVIe siècle[réf. nécessaire].
- Maisons anciennes[14].
- Église Sainte-Foy du Poët-Célard, catholique de style classique[14].
- Ancienne église Sainte-Foy du Poët-Célard.
- Temple protestant[14].

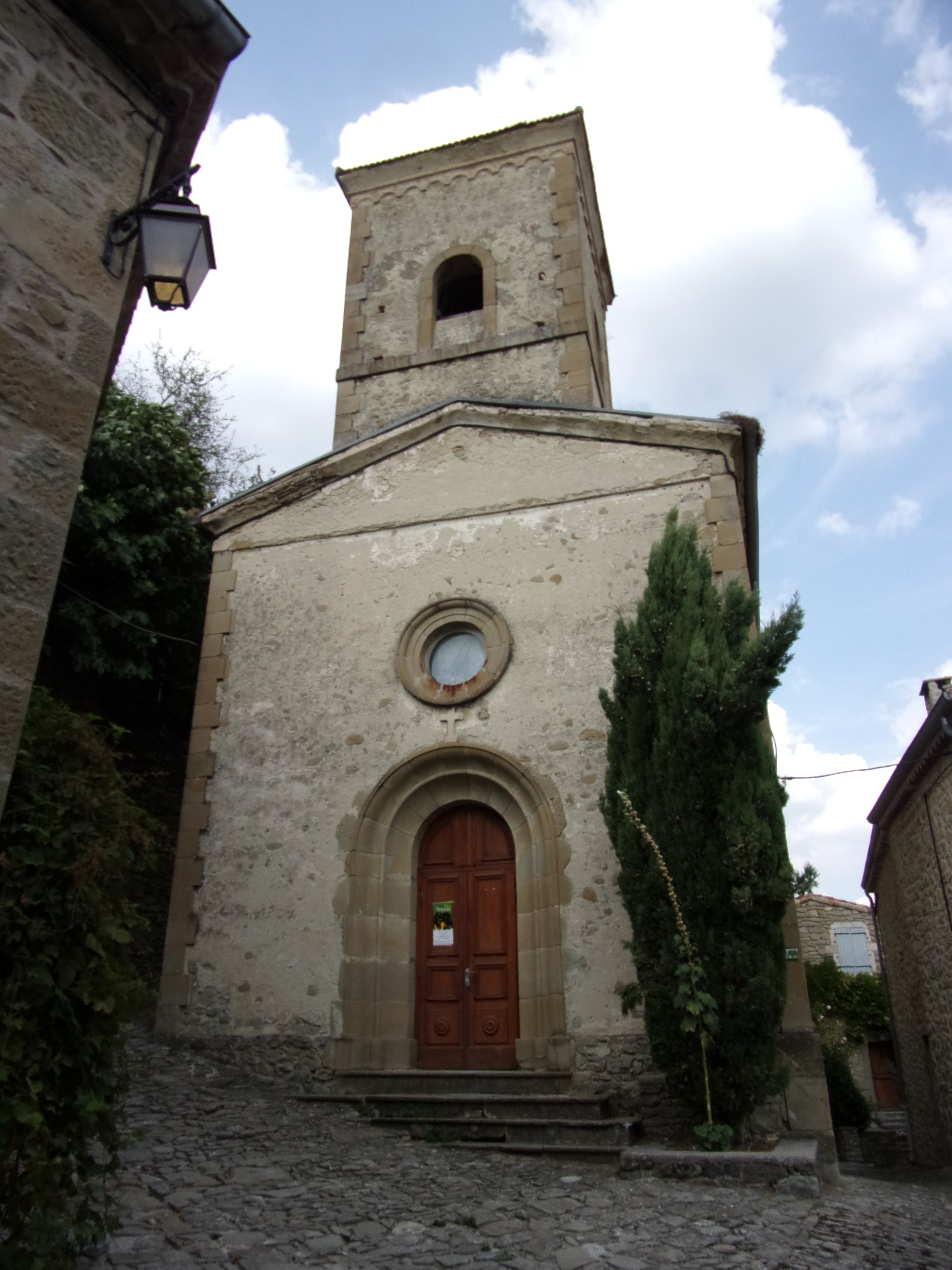
Église catholique du Poët Célard.
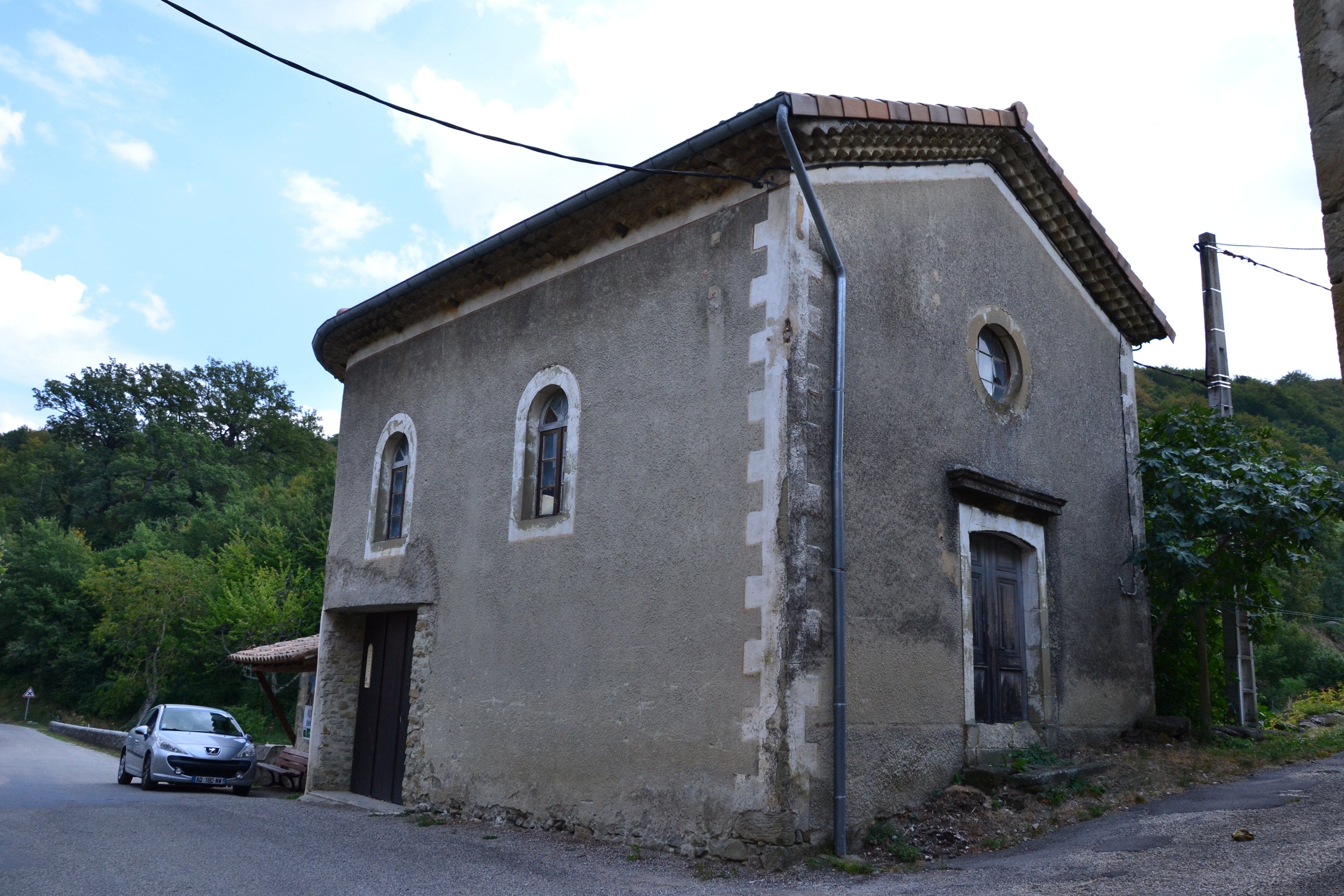
Temple protestant du Poët Célard.

### Héraldique, logotype et devise
|  | Le Poët-Célard possède des armoiries dont l'origine et le blasonnement exact ne sont pas disponibles. |